# Defender of the Crown
Defender of the Crown – komputerowa gra strategiczna w realiach średniowiecznej Anglii rozgrywana w turach z elementami zręcznościowymi wydana pierwotnie w 1986 roku przez Cinemaware na komputery Amiga, a następnie przeportowana na platformy: Amiga CDTV, Amstrad CPC, Android, Apple II, Atari ST, CD-i, Commodore 64, Game Boy Advance, iOS, Macintosh, MS-DOS, NES, Windows i ZX Spectrum.

## Rozgrywka
Akcja gry rozpoczyna się w 1149 roku w Anglii w czasie konfliktu pomiędzy Anglosasami a Normanami o władzę w państwie po śmierci króla, który został zamordowany. Robin z Locksley zleca graczowi misję polegającą na obronie królestwa przed Normanami.
Na początku gracz wybiera spośród czterech anglosaskich arystokratów jednego, w którego się wcieli. Różnią się oni cechami osobistymi: umiejętnością walki mieczem, przywództwem i umiejętnością walki przy użyciu kopii (Swordplay, Leadership, Jousting). Wybór postaci wpływa więc na poziom trudności gry. Sama akcja gry toczy się na mapie Wielkiej Brytanii podzielonej na 19 pól reprezentujących poszczególne krainy geograficzne. Na sześciu polach znajdują się zamki. Początkowo trzy z nich należą do lordów normańskich, a trzy do anglosaskich, w tym jeden z nich należy do gracza. Każde pole ma przypisany do niego miesięczny dochód wyrażony w sztukach złota. Zadaniem gracza jest wyeliminowanie wszystkich lordów normańskich.
Gracz w każdej turze, która reprezentuje jeden miesiąc, ma możliwość dozbrajania armii (żołnierze, rycerze, katapulty, zamki), poruszania nią, może też zorganizować turniej rycerski, bądź przeprowadzić napad na inny zamek w celu zrabowania złota. Dostępne opcje uzupełniają możliwości czytania mapy, a także opuszczenia kolejki. Na początku tury zbierane są podatki z posiadanych pól, a po jej zakończeniu następują ruchy przeciwników.
W wypadku spotkania dwóch wrogich armii dochodzi do bitwy. Gracz ma możliwość wpływania na jej przebieg poprzez wybór sposobu walki lub manewru. W przypadku wejścia armią na zamek przeciwnika dochodzi do oblężenia z użyciem katapult. Jeżeli gracz lub któryś z przeciwników zwoła turniej rycerski dochodzi do pojedynków, w których nagrodą jest sława lub ziemia. Gracz ma też możliwość najechania zamków w celu zdobycia wybranki serca.
W grze znajdują się elementy znane z gier zręcznościowych. W przypadku oblężenia, gracz steruje katapultą. Na turnieju rycerskim walczy konno z perspektywy pierwszej osoby, a w czasie najazdów na zamki bierze udział w walkach na miecze.

## Odbiór gry
Gra została bardzo dobrze przyjęta przez ówczesnych recenzentów gier komputerowych. Czasopismo „Zzap!64” przyznało grze w wersji na Commodore 64 ocenę 94%, a także wyróżnienie „Sizzler”. W uzasadnieniu zwrócono uwagę na adekwatną do tematyki średniowieczna ścieżkę muzyczną i świetne efekty dźwiękowe. Uznano też, iż grafika jest jedną z najlepszych do tego czasu na tę platformę. Z kolei Mark Patterson z czasopisma „Commodore User” stwierdził, iż Defender of the Crown jest grą olśniewającą, niezwykłą, głęboką, absorbującą i uzależniającą. Ocena końcowa od tego miesięcznika to 9/10.
Gra zajęła drugie miejsce (Runner Up) wśród gier strategicznych (Strategy Game of the Year) w ramach Golden Joystick Awards w roku 1988. Gra w wersji na Amigę sprzedała się w ponad milionie egzemplarzy. Jest też jedną z najlepiej sprzedających się gier w historii wydaną na dyskietkach na Commodore 64.

## Kontynuacje
W 1994 roku wydano kontynuację gry pod nazwą Defender of the Crown II na platformy Amiga CDTV i Amiga CD32. Nie wprowadzono w niej jednak zbyt dużo zmian w rozgrywce w stosunku do poprzednika.
7 października 2003 Capcom wydało odświeżoną wersję gry na platformy Windows, Xbox i PlayStation 2 wyprodukowaną przez Cinemaware pod tytułem Robin Hood: Defender of the Crown. Rozwija ona zawarte w oryginale elementy sprawiając, iż gra jest połączeniem gry strategicznej z gatunkiem cRPG.
W 2011 Cinemaware wydało port oryginalnej wersji gry na system iOS, natomiast w 2014 na Androida.